# Schlotheim
Schlotheim är en ortsteil i staden Nottertal-Heilinger Höhen i Unstrut-Hainich-Kreis i det tyska förbundslandet Thüringen. Schlotheim nämns för första gången i ett dokument från år 974. Schlotheim var en stad fram till den 31 december 2019 när den uppgick i den nybildade staden Nottertal-Heilinger Höhen. Staden Schlotheim hade 3 559 invånare 2019.

## Ortsteilenär Schlotheim var en stad
- Mehrstedt
- Hohenbergen